# 特雷洛爾 (密蘇里州)
特雷洛爾（英語：Treloar）是位於美國密蘇里州沃倫縣的非建制地區。

## 歷史
特雷洛爾的郵局自1897年營運至今。

## 地理
特雷洛爾所處的海拔為高於海平面154米（即505英呎），而該地所採用的時區為UTC-6，即北美中部時區（CST）。同時該地設有夏令時間，為UTC-6調快一小時，即UTC-5（CDT）。